# كيث بلاك (مهندس)
كيث بلاك (بالإنجليزية: Keith Black)‏ هو مهندس أمريكي، ولد في 25 يونيو 1926 في هونتينغتون بارك في الولايات المتحدة، وتوفي في 13 مايو 1991 في لوس أنجلوس في الولايات المتحدة.